# Himpfelshof
Himpfelshof ist der Name des Statistischen Bezirks 05 der kreisfreien Stadt Nürnberg. Am 31. Dezember  2015 hatte der Bezirk 6094 Einwohner.

## Lage
Die nördliche Grenze verläuft auf der Pegnitz und grenzt den Bezirk von St. Johannis ab. Westlich wird das Gebiet entlang der Willstraße vom Bezirk Bärenschanze getrennt. Südlich verläuft die Grenze an den Straßen Fürther Straße und Plärrer zu Gostenhof. Östlich folgt die Grenze den Straßen Spitteltorgraben und Westtorgraben.

## Infrastruktur
Im Bezirk Himpfelshof liegen die Grünflächen Rosenaupark, Prateranlage und Kontumazgarten. Außerdem befindet sich hier die Wilhelm-Löhe-Schule sowie das Landesarbeitsgericht Nürnberg und das Finanzgericht Nürnberg.

## Verkehr
Himpfelshof ist mit dem U-Bahnhof Plärrer und Gostenhof  an alle Nürnberger U-Bahn Linien angeschlossen und durch die Straßenbahn Stationen Plärrer und Obere Turnstraße an die Straßenbahnlinien 4, 6 und 10 angeschlossen. Außerdem verkehren die Buslinien 34 und 36 durch den Bezirk.

## Geschichte
Die Deutschordenskommende Nürnberg hatte um 1500 bei diesem Hof zwei kleine Herrensitze in der Gestalt befestigter Weiherhäuser.
Gegen Ende des 18. Jahrhunderts gab es in Himpfelshof neun Anwesen (zwei Halbhöfe mit sieben Häusern). Das Hochgericht übte die Reichsstadt Nürnberg aus, was vom brandenburg-ansbachischen Oberamt Cadolzburg und vom Oberamt Schwabach bestritten wurde. Grundherr über alle Anwesen war die Deutschordenskommende Nürnberg.
1796 fiel Himpfelshof an Preußen und kam 1806 an das Königreich Bayern. Von 1797 bis 1808 unterstand der Ort dem Justiz- und Kammeramt Wöhrd-Gostenhof. Im Rahmen des Gemeindeedikts wurde Himpfelshof dem 1808 gebildeten Steuerdistrikt Sündersbühl und der im selben Jahr gegründeten Ruralgemeinde Sündersbühl zugeordnet. Am 1. Oktober 1825 wurde Himpfelshof als Teil des das Stadtgebiet umgebenden Burgfriedens nach Nürnberg eingemeindet.

### Einwohnerentwicklung
| Jahr      | 001818 | 001824 | 001840 |
| Einwohner | 90     | 90     | 118    |
| Häuser    | 8      | 8      | 9      |
| Quelle    | [ 7 ]  | [ 5 ]  | [ 8 ]  |

- Johann Kaspar Bundschuh: Himpelshof. In: Geographisches Statistisch-Topographisches Lexikon von Franken. Band 2: El–H. Verlag der Stettinischen Buchhandlung, Ulm 1800, DNB 790364298, OCLC 833753081, Sp. 665 (Digitalisat).
- Hanns Hubert Hofmann: Nürnberg-Fürth (= Historischer Atlas von Bayern, Teil Franken. I, 4). Kommission für Bayerische Landesgeschichte, München 1954, DNB 452071224, S. 150 (Digitalisat). Ebd. S. 244 (Digitalisat).
- Georg Paul Hönn: Himpfeleshof. In: Lexicon Topographicum des Fränkischen Craises. Johann Georg Lochner, Frankfurt und Leipzig 1747, OCLC 257558613, S. 488 (Digitalisat).
- Wiltrud Fischer-Pache: Himpfelshof. In: Michael Diefenbacher, Rudolf Endres (Hrsg.): Stadtlexikon Nürnberg. 2., verbesserte Auflage. W. Tümmels Verlag, Nürnberg 2000, ISBN 3-921590-69-8, S. 447 (online).